# .tg
‎.tg‏ دامنه اینترنتی کشور توگو است.